# رام کاپور
رام کاپور (به انگلیسی: Ram Kapoor) (زاده ۱ سپتامبر ۱۹۷۳) بازیگر هندی است.
از فیلم‌هایی که وی در آن نقش داشته‌است می‌توان به یکی من و یکی تو اشاره کرد.

## فیلم‌شناسی
فهرست برخی از فیلم‌هایی که رام کاپور در آنها به ایفای نقش پرداخته‌است:
- یکی من و یکی تو
- بارها نگاه کن
- دانش‌آموز سال
- مامور وینود
- قضیه بودار است
- کارتیک تماس کارتیک
- پرواز
- روی دیگر ازدواج
- هزار آرزو مثل این
- دوستت دارم...آقای هنرمند!
- سیلی
- عشق بیش از حد
- انگیزه